# Dalbergia vacciniifolia
Dalbergia vacciniifolia är en ärtväxtart som beskrevs av Wilhelm Vatke. Dalbergia vacciniifolia ingår i släktet Dalbergia, och familjen ärtväxter. IUCN kategoriserar arten globalt som sårbar. Inga underarter finns listade i Catalogue of Life.